# Kenji Ōba
Pour les articles homonymes, voir Oba.
Kenji Takahashi (高橋 健二, Takahashi Kenji) dit Kenji Ōba (大葉 健二, Ōba Kenji) est un acteur japonais, né le 5 février 1955 à Matsuyama. Dans les années 1980, il est mondialement connu grâce à la série X-Or.

## Biographie
À seize ans, Kenji Ōba rentre au Japan Action Club (de) (école de cascade et de théâtre) où il sera l'un des meilleurs élèves du célèbre Sonny Chiba, tout en réalisant ses cascades et des scènes de combat.
En 1972, sa carrière commence par un rôle de monstre dans Kikaider, puis dans San Ku Kaï : il y apparaît pour la première fois à visage découvert dans l'épisode no 15. 
En 1982, il obtient le rôle phare de X-Or, série populaire en France diffusée dans l'émission Récré A2.  
Il avait pris sa retraite d'acteur afin de rester auprès de sa famille. Aujourd'hui il continue à se produire dans des spectacles avec sa troupe (la troupe Lamy) dans sa région natale Ehime.
En 2001, il est invité au festival Cartoonist à Toulon, et, à nouveau invité en 2013 à Nice.

## Filmographie

### En tant qu'acteur
- 1965 : Daikaijû Gamera
- 1966 : L'Ange rouge (Akai tenshi)
- 1974 : Onna hissatsu ken
- 1976 : Akane iro no kûdô
- 1977 : Golgo 13: Kûron no kubi
- 1978 : San Ku Kai : Les Evadés de l'Espace
- 1979 : San Ku Kai (TV)
- 1979 : Battle Fever J (TV)
- 1980-1981 : Denshi Sentai Denziman (TV)
- 1980 : Denshi Sentai Denziman: The Movie
- 1982 : Kage no gundan II (TV)
- 1982-1983 : X-Or (TV)
- 1983-1984 : Sharivan (TV)
- 1983 : Satomi hakken-den
- 1984 : Kotaro makari-toru!
- 1985 : Uchû keiji Shaider (TV)
- 1985 : Space Cop Shaider: Pursuit! Shigi Shigi Abduction Plan
- 1987 : Chôjinki Metalder (TV)
- 1988 : Sekai ninja sen Jiraiya (TV)
- 1993 : Kamen Rider ZO
- 2002 : Ninpū Sentai Hurricaneger
- 2003 : Battle Royale 2: Requiem
- 2003 : Kill Bill : Volume 1
- 2006 : Sekiryû no onna
- 2007 : Kage
- 2008 : Jûken sentai Gekirenjâ (TV)
- 2011 : Gokaiger Goseiger Super Sentai 199 Daikessen (ゴーカイジャー ゴセイジャー スーパー戦隊199ヒーロー 大決戦)
- 2011 : Kaizoku Sentai Gokaiger (海賊戦隊ゴーカイジャー) (TV)
- 2012 : Kaizoku Sentai Gokaiger Vs. Uchû Keiji Gavan: The Movie (海賊戦隊ゴーカイジャーVS宇宙刑事ギャバン THE MOVIE)
- 2012 : Uchû Keiji Gavan : The movie (宇宙刑事ギャバン The movie)
- 2017 : Uchuu Keiji Gavan vs. Tokusou Sentai Dekaranger ; the movie

### En tant que cascadeur
- 1972 : Jinzô ningen Kikaidâ (TV)
- 1973 : Kikaidâ Zero Wan (TV)
- 1973 : Tobidasu Jinzô ningen Kikaidâ

### Documentation
- Interview réalisée à l'occasion du Chibi Japan Expo à Paris Est Montreuil, en novembre 2008
- Kenji Oba, la légende du sentai japonais - Tracks Arte